# リック・フーラー
リック・フーラー（Richard Fuller）は、アメリカ合衆国のプロレスラー。マサチューセッツ州ミドルボロ出身。
WCWや新日本プロレスにて活動した。

## 来歴
1987年、ミドルボロ高校卒業後、地元であるマサチューセッツ州にてジミー・スヌーカとトニー・アトラスが共同で主宰するレスリングスクールでトレーニングを積み、ノースイースタン地区のインディー団体で活動。1992年から1993年にかけてNEWA（New England Wrestling Association）にて後にWWEでスコッティ・2・ホッティのリングネームで活躍することになるスコット・ガーランドとNEWAヘビー級王座を巡り抗争した。
1997年、WCWに入団。1月23日のNitro、レックス・ルガーを相手にデビューするが敗戦。デビュー後以降、Nitroを始めとしたWCW系列の各番組に出場するもメインイベンターたちのジョバーになることが多く、また若手の踏み台へ。4年間で結局チャンスを得られないまま2000年にWCWから解雇された。
WCW解雇後はカオティック・レスリング（Chaotic Wrestling）やNECW（New England Championship Wrestling）といった北米のインディー団体を中心に活動。ベテランレスラーながら若手レスラーの壁という役割をこなし、2008年3月、EPW（Eastern Pro Wrestling）に参戦した際、NEWAで抗争を繰り広げたスコッティ・2・ホッティと再会。EPWヘビー級王座を保持するスコッティに挑戦するも敗戦した。同年6月、カオティック・レスリングにて後にWWEに所属することになるダレン・ヤングことフレッド・サンプソンとタッグを組み、カオティック・レスリング・タッグチーム王座を獲得。
同年7月5日、新日本プロレスに参戦。ツインメッセ静岡にて後藤洋央紀 & ジャイアント・バーナードと組み、真壁刀義 & 矢野通 & カール・アンダーソンのシックスマン・マッチでデビュー。参戦当初は中邑真輔がリーダーを務めるユニットであるRISEに加入し、ジャイアント・バーナードと外国人タッグで活動し、同月21日の月寒アルファコートドームにてIWGPタッグ王座を保持する真壁 & 矢野組に挑戦するも敗戦した。9月5日、後楽園ホールでのメインイベントの中邑 & 後藤 vs 真壁 & 矢野のタッグマッチにてバーナードと共に裏切り中邑と後藤を襲撃し、ヒールユニットであるGBHに加入。G1タッグリーグにバーナードと出場し、11月5日の後楽園ホールにて決勝トーナメント進出を決める試合で中邑 & 後藤組と対戦するが敗戦した。

## 得意技
- フーラー・エフェクト

フィニッシャー。リバース・パイルドライバー
- スピニング・ホイールキック

WCW所属時のフィニッシャー
- ビッグ・ブート
- チンロック
- ナイフエッジチョップ
- ベリー・トゥー・ベリー・スープレックス
- アッパーカット

## 獲得タイトル
NWA
- NWA世界タッグ王座 : 1回

w / ナックルズ・ネルソン
カオティック・レスリング
- カオティック・レスリング・ヘビー級王座 : 1回
- カオティック・レスリング・タッグチーム王座 : 1回

w / フレッド・サンプソン
他、アメリカのインディー団体を中心に多数のタイトルを獲得。